# Marano Vicentino
Marano Vicentino là một đô thị tại tỉnh Vicenza ở vùng Veneto, Ý.
Đô thị này có diện tích 12  km², dân số là 9622 người (thời điểm 31 tháng 8 năm 2008)